# Novembre
Novembre es una banda italiana de death metal progresivo y metal gótico formada en Roma en 1990. La banda comenzó como una banda de death metal tradicional llamada Catacomb, aunque fue evolucionando hasta practicar un sonido envolvente y atmosférico. Sus dos primeros álbumes, Wish I Could Dream it Again (1994) y Arte Novecento (1996) fueron publicados por el sello italiano Polyphemus, mientras que desde la edición de Classica (2000), la banda firmó un contrato con Century Media, contrato con el que después lanzarían Novembrine Waltz (2001) y Dreams d'Azur (2002). Más recientemente el grupo firmó un contrato con Peaceville Records para lanzar su sexto álbum Materia (2006) y su siguiente álbum, The Blue (2007). Después de 8 años de ausencia, el grupo anunció que un nuevo álbum será lanzado en marzo o abril de 2016, pero a la vez que revelaron esta noticia, también se confirmó que su baterista Giussepe Orlando, dejó el grupo, dejando a Carmelo Orlando como el único miembro original. El álbum, llamado URSA fue lanzado el 1 de abril de 2016.

## Miembros

### Alineación actual
- Carmelo Orlando - guitarra, voz y teclados (1990-presente)
- Massimiliano Pagliuso - guitarra (1995-presente)

### Past members
- Thomas Negrini - teclados (1994)
- Fabio Vignati - bajo (1994–1996)
- Alessandro Niola - bajo (1998–2000)
- Demian Cristiani - bajo (2001–2002)
- Luca Giovagnoli - bajo (2007–2008)
- Valerio Di Lella - bajo (2008)
- Giuseppe Orlando - batería (1990–2015)

## Discografía
- Wish I Could Dream it Again (Polyphemus, 1994)
- Arte Novecento (Polyphemus, 1996)
- Classica (Century Media, 2000)
- Novembrine Waltz (Century Media, 2001)
- Dreams d'Azur (Century Media, 2002)
- Materia (Peaceville, 2006)
- Memoria Stoica (sencillo) (Peaceville, 2006)
- The Blue (Peaceville, 2007)
- URSA (Peaceville, 2016)